# Iryanthera grandis
Iryanthera grandis är en tvåhjärtbladig växtart som beskrevs av Adolpho Ducke. Iryanthera grandis ingår i släktet Iryanthera och familjen Myristicaceae. Inga underarter finns listade i Catalogue of Life.